# فریزر ریچاردسون
فریزر ریچاردسون (انگلیسی: Frazer Richardson؛ زادهٔ ۲۹ اکتبر ۱۹۸۲) یک بازیکن فوتبال اهل بریتانیا است.